# Highlander II: The Quickening
Highlander II: The Quickening är en fransk/brittisk/argentinsk film från 1991. Filmen är den första uppföljaren till Highlander (1986).

## Handling
Året är 2024. Ozonlagret är förstört och jorden skyddas av en jättelik konstgjord sköld. Connor MacLeod (Christopher Lambert) har blivit gammal och för första gången i sitt 500-åriga liv börjar han se slutet. Men så dyker det plötsligt upp nya odödliga och MacLeod blir åter odödlig (så länge ingen skiljer hans huvud från kroppen). Han får också höra rykten om att skölden som skyddar jorden inte längre behövs utan används för att kontrollera människorna under den. 

## Om filmen
Highlander II regisserades av Russell Mulcahy. Filmen hade svensk premiär den 5 juli 1991 på Sergel och Filmstaden i Stockholm. Detta är uppföljaren till Highlander från 1986. 1994 kom även Highlander III: The Sorcerer. Produktionen var problematisk och regissören ville enligt rapporter ha fått sitt namn borttaget från filmen då han inte fick redigera den. Filmen har senare getts ut i en director's cut.

## Rollista (urval)
- Sean Connery - Juan Sánchez Villa-Lobos Ramírez
- Virginia Madsen - Louise Marcus
- Christopher Lambert - Connor MacLeod
- Michael Ironside - Gen. Katana
- Allan Rich - Allan Neyman
- John C. McGinley - David Blake